# 阿什克倫國家公園
31°39′50″N 34°32′45″E / 31.66389°N 34.54583°E

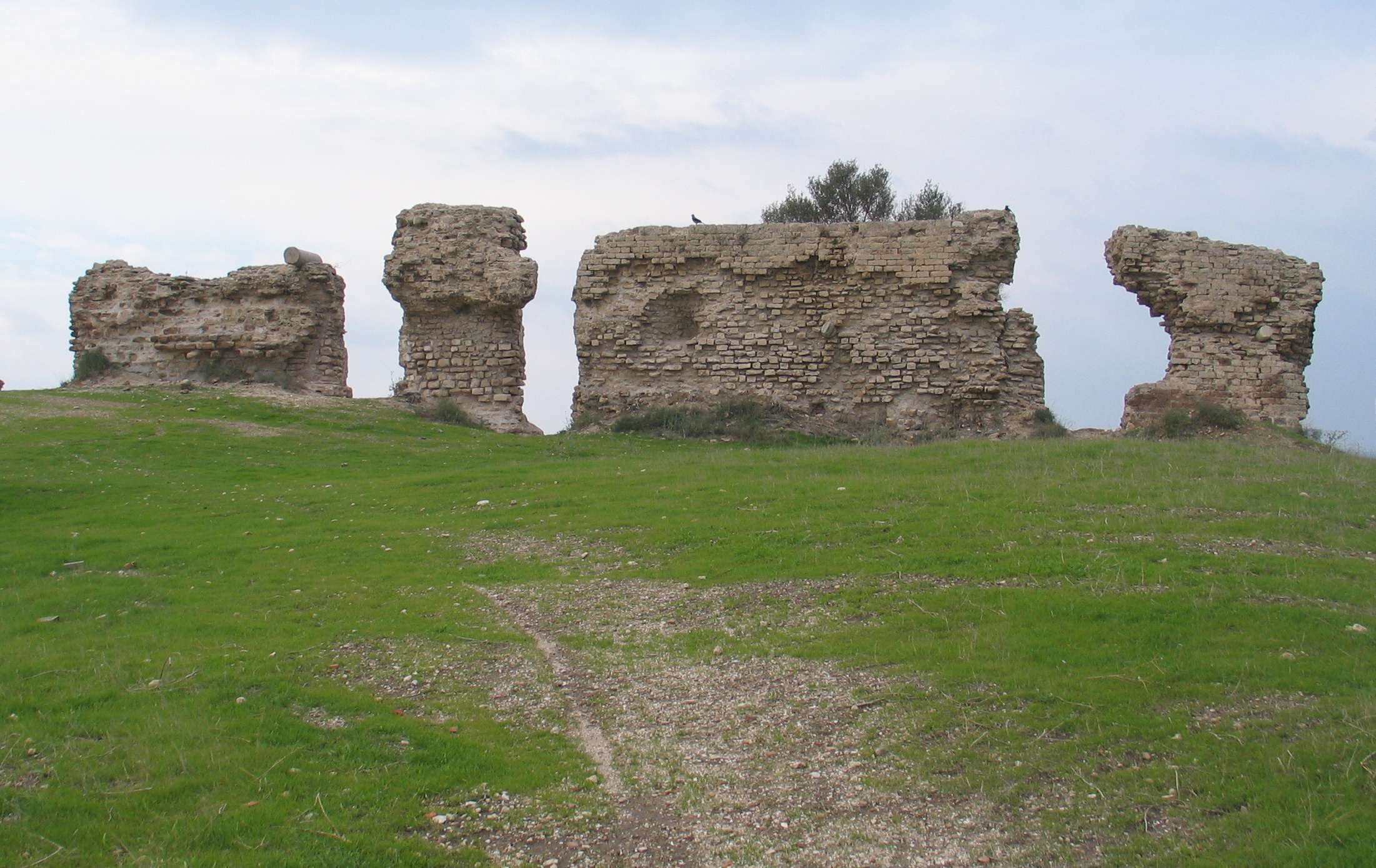

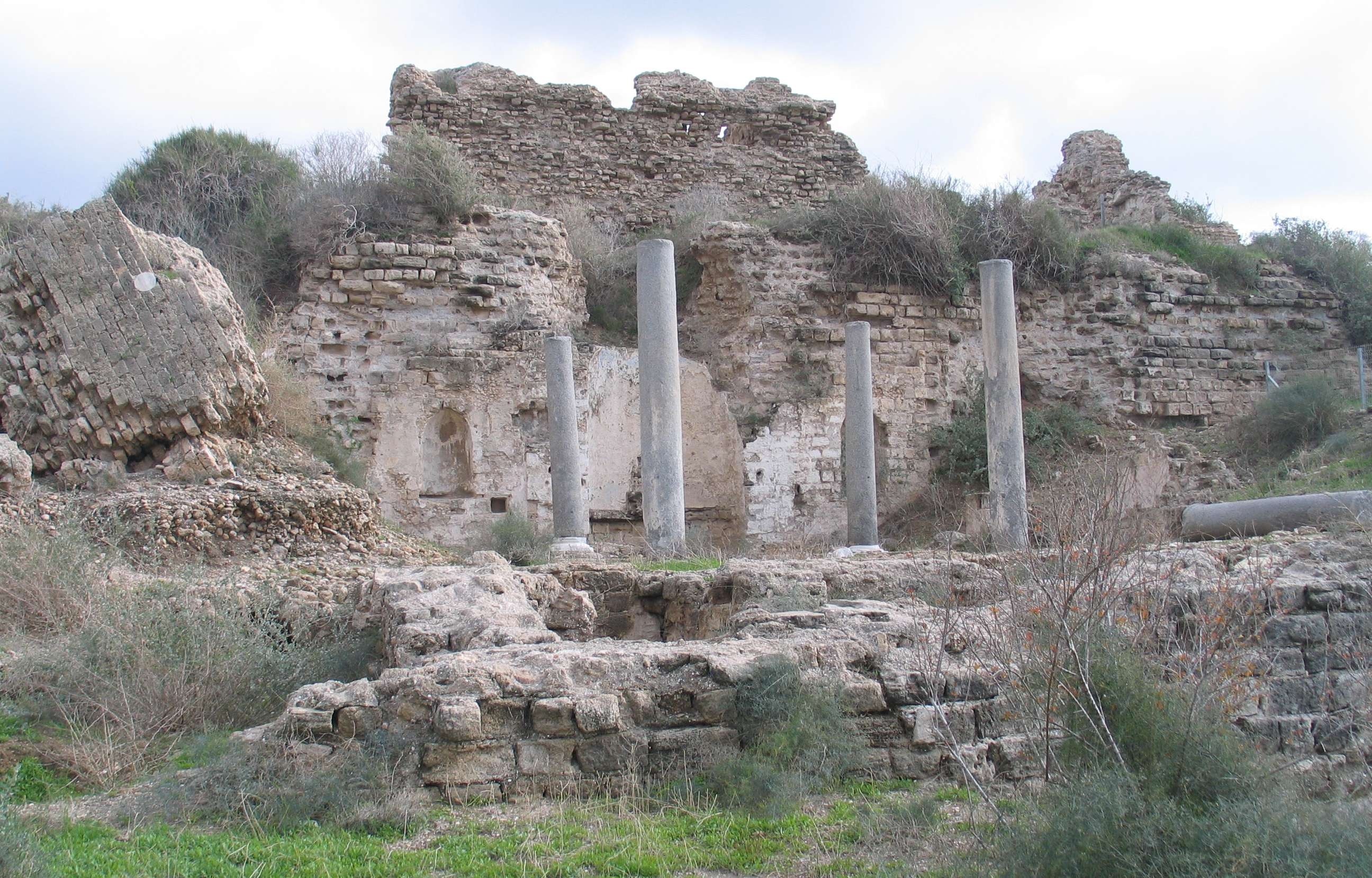

阿什克倫國家公園是以色列的國家公園，位於該國中西部亞實基倫，處於地中海沿岸地區，該地區受建於12世紀中葉法蒂瑪王朝的城牆所圍繞。